# Barrage d'Oust-Khantaï
Le barrage d'Oust-Khantaï est un barrage sur la Khantaïka dans le Kraï de Krasnoïarsk en Russie, construit en 1975, d'une longueur de 420 m et une hauteur maximale de 72 m. Sa centrale hydroélectrique a une capacité de 501 MW via 7 turbines Kaplan. Le réservoir du barrage a une superficie de 1 561 km2. C'est l'un des barrages le plus septentrional du monde.

## Sources
- (ru) Cet article est partiellement ou en totalité issu de l’article de Wikipédia en russe intitulé « Усть-Хантайская ГЭС » (voir la liste des auteurs).